# Calycella crocitincta
Calycella crocitincta är en svampart som först beskrevs av Berk. & M.A. Curtis, och fick sitt nu gällande namn av Dennis 1961. Calycella crocitincta ingår i släktet Calycella och familjen Helotiaceae.   Inga underarter finns listade i Catalogue of Life.